# ابر و آفتاب
ابر و آفتاب فیلمی به کارگردانی  و نویسندگی محمود کلاری محصول سال ۱۳۷۵ است.

## خلاصه داستان
در نمای آخر فیلمی که در یکی از روستاهای شمال کشور فیلمبرداری می‌شود، قرار است مرگ پیرمردی که شخصیت اول فیلم است، همراه با پایین آمدن یک فرشته از بالای درخت فیلمبرداری شود. برخلاف دیگر فصل‌های فیلم که در هوایی ابری فیلمبرداری شده‌اند، این صحنه باید در هوایی آفتابی گرفته شود. گروه آماده فیلمبرداری است، اما آسمان تا چند روز صاف نمی‌شود. در حالی که همه افراد گروه منتظر کنار رفتن ابرها هستند تا آخرین صحنه هم تمام شود، از تهران برای پیرمرد پیغام می‌رسد که همسرش بیمار شده و حالش وخیم است. پیرمرد که نمی‌تواند منتظر آفتاب و فیلمبرداری نمای آخر بماند، به تنهایی راهی تهران می‌شود. به پیشنهاد دستیار کارگردان، گروه تولید نیز پس از بریدن درخت و بستن آن روی سینه موبیل، به دنبال پیرمرد که سوار یک اتومبیل کرایه شده به راه می‌افتد. سرانجام پیرمرد با اصرار دستیار کارگردان و پسر جوانی که بازیگر نقش فرشته است و علاقه خاصی به پیرمرد دارد، متقاعد می‌شود تا در میان راه صحنه آخر را ی کند. چون از درخت قبلی طی راه چیزی جز چند شاخه باقی نمانده، نمای پایان زیر درخت دیگری فیلمبرداری می‌شود. با تلاش گروه سرانجام صحنه آماده فیلمبرداری می‌شود؛ ولی در موقع فیلمبرداری، پیرمرد به جای گفتن دیالوگش با سوز و گداز از همسرش می‌گوید و تلخ می‌گرید. در همین بین توفان غریبی درمی‌گیرد که ادامه کار را با برداشت‌های دیگر ناممکن می‌سازد. پیرمرد مجدداً گروه را رها می‌کند و خود به سوی تهران به راه می‌افتد. اعضای گروه فکر می‌کنند همین نما می‌تواند پایان خوبی برای فیلم باشد. در نهایت پیرمرد خود را به بیمارستان می‌رساند و به ملاقات همسرش می‌رود.

## بازیگران
| بازیگر            | نقش             |
| ----------------- | --------------- |
| امیر پایور        | بازیگر پیر      |
| محمدرضا شریفی‌نیا  | دستیار کارگردان |
| سوسن آقارجبی      | کارگردان        |
| پژمان نجات تیموری | فرشته           |
| سارا امیرخسروی    | سارا            |
| فرشید دهخدا       | مسافر مرد       |
| جواد میرسپنج      | راننده کرایه    |